# NGC 2970
NGC 2970 is een elliptisch sterrenstelsel in het sterrenbeeld Leeuw. Het hemelobject werd op 6 maart 1828 ontdekt door de Britse astronoom John Herschel.

## Synoniemen
- MCG 5-23-30
- MK 405
- ZWG 152.59
- KUG 0940+322
- NPM1G +32.0218
- PGC 27827